# Vantagem absoluta
Em economia, tem vantagem absoluta na produção de um bem o produtor que necessita de menos factores de produção para produzir esse mesmo bem. Trata-se portanto do produtor mais eficiente. Os economistas usam o termo vantagem absoluta quando comparam a produtividade de uma pessoa, empresa ou nação com a de outra. Diz-se que o produtor que precisa de uma quantidade menor de insumos para produzir um bem tem uma vantagem absoluta na produção desse bem.